# Matt Hunwick
Matthew Hunwick (* 21. května 1985) je bývalý americký profesionální hokejový obránce, který naposledy hrál za tým Buffalo Sabres v lize NHL, kde odehrál přes 500 utkání.

## Hráčská kariéra
Hunwick navštěvoval University of Michigan, v jejíž týmu Wolverines sloužil v sezoně 2005-06 jako alternativní kapitán a o rok později jako kapitán.
Dne 10. listopadu 2007 hrál svůj první zápas v NHL, v dresu Boston Bruins, doma proti Buffalo Sabres. 17. listopadu 2008 vstřelil první gól své kariéry, do sítě Toronto Maple Leafs a i díky jeho trefě Bruins vyhráli zápas v Air Canada Centre 3:2.
Dne 10. ledna 2009 se dostal do první bitky v kariéře, když Justina Williamse z Carolina Hurricanes porazil po jediném úderu.
Dne 18. dubna 2009 na meetingu před zápasem proti Montreal Canadiens si stěžoval na břišní bolesti. Týmový lékař Bruins, Dr. Peter Asnis zjistil, že Hunwick potřebuje operaci kvůli roztržené slezině. Do týmu se ve zbytku sezony už nevrátil.
Dne 29. listopadu 2010 byl vyměněn do týmu Colorado Avalanche za Colbyho Cohena.

### Klubové statistiky
| Sezona     | Klub                    | Soutěž     | Základní část | Základní část | Základní část | Základní část | Základní část | Play off | Play off | Play off | Play off | Play off |
| Sezona     | Klub                    | Soutěž     | Z             | G             | A             | B             | TM            | Z        | G        | A        | B        | TM       |
| ---------- | ----------------------- | ---------- | ------------- | ------------- | ------------- | ------------- | ------------- | -------- | -------- | -------- | -------- | -------- |
| 2001–02    | U.S. National U-18 Team | NAHL       | 29            | 2             | 1             | 3             | 30            | —        | —        | —        | —        | —        |
| 2002–03    | U.S. National U-18 Team | NAHL       | 8             | 2             | 2             | 4             | 23            | —        | —        | —        | —        | —        |
| 2003–04    | University of Michigan  | NCAA       | 41            | 1             | 14            | 15            | 62            | —        | —        | —        | —        | —        |
| 2004–05    | University of Michigan  | NCAA       | 40            | 6             | 19            | 25            | 60            | —        | —        | —        | —        | —        |
| 2005–06    | University of Michigan  | NCAA       | 41            | 11            | 19            | 30            | 70            | —        | —        | —        | —        | —        |
| 2006–07    | University of Michigan  | NCAA       | 41            | 6             | 21            | 27            | 64            | —        | —        | —        | —        | —        |
| 2007–08    | Providence Bruins       | AHL        | 55            | 2             | 21            | 23            | 40            | 10       | 0        | 5        | 5        | 8        |
| 2007–08    | Boston Bruins           | NHL        | 13            | 0             | 1             | 1             | 4             | —        | —        | —        | —        | —        |
| 2008–09    | Providence Bruins       | AHL        | 3             | 0             | 3             | 3             | 0             | —        | —        | —        | —        | —        |
| 2008–09    | Boston Bruins           | NHL        | 53            | 6             | 21            | 27            | 31            | 1        | 0        | 0        | 0        | 0        |
| 2009–10    | Boston Bruins           | NHL        | 76            | 6             | 8             | 14            | 32            | 13       | 0        | 6        | 6        | 2        |
| 2010–11    | Colorado Avalanche      | NHL        | 51            | 0             | 10            | 10            | 16            | —        | —        | —        | —        | —        |
| 2011–12    | Colorado Avalanche      | NHL        | 33            | 3             | 3             | 6             | 8             | —        | —        | —        | —        | —        |
| 2012–13    | Colorado Avalanche      | NHL        | 43            | 0             | 6             | 6             | 16            | —        | —        | —        | —        | —        |
| 2012–13    | Colorado Avalanche      | NHL        | 43            | 0             | 6             | 6             | 16            | —        | —        | —        | —        | —        |
| 2013–14    | Colorado Avalanche      | NHL        | 1             | 0             | 0             | 0             | 0             | —        | —        | —        | —        | —        |
| 2013–14    | Lake Erie Monsters      | AHL        | 52            | 10            | 21            | 31            | 33            | —        | —        | —        | —        | —        |
| 2014–15    | New York Rangers        | NHL        | 55            | 2             | 9             | 11            | 16            | 6        | 0        | 0        | 0        | 0        |
| 2015–16    | Toronto Maple Leafs     | NHL        | 60            | 2             | 8             | 10            | 32            | —        | —        | —        | —        | —        |
| 2016–17    | Toronto Maple Leafs     | NHL        | 72            | 1             | 18            | 19            | 18            | 6        | 0        | 1        | 1        | 2        |
| 2017–18    | Pittsburgh Penguins     | NHL        | 42            | 4             | 6             | 10            | 21            | —        | —        | —        | —        | —        |
| 2018–19    | Buffalo Sabres          | NHL        | 14            | 0             | 2             | 2             | 4             | —        | —        | —        | —        | —        |
| 2018–19    | Rochester Americans     | AHL        | 2             | 0             | 1             | 1             | 0             | —        | —        | —        | —        | —        |
| NHL celkem | NHL celkem              | NHL celkem | 535           | 25            | 94            | 119           | 207           | 26       | 0        | 7        | 7        | 4        |